# J. K. Rowling
Joanne »Jo« Murray (rojena kot Joanne Rowling, bolje znana pod psevdonimom J. K. Rowling), britanska pisateljica, * 31. julij 1965, Yate, Anglija.
Rowling je napisala popularno zbirko Harry Potter, ki obsega osem romanov, in še nekaj knjig, povezanih s čarovniškim svetom Harryja Potterja, med drugim Quidditch skozi zgodovino (Quidditch Through the Ages), Magične živali (Fantastic Beasts and Where to Find Them) in Povesti barda Birtcha (The Tales of Beedle the Bard).
Leta 2008 je bila po podatkih seznama najbogatejših revije Sunday Times dvanajsta najbogatejša ženska v Združenem kraljestvu.
Poznana je tudi po svojem anti-trans aktivizmu.
Leta 2013 objavi prvo delo pod psevdonimom Robert Galbraith.

## Življenje
Po končanem študiju je najprej delala za eno izmed dobrodelnih organizacij, nato pa na Portugalskem učila angleščino. Ko se je vrnila, je na vlaku dobila zamisel za knjige o Harryju Potterju, o katerem je pisala v svojem literarnemu prvencu. Da je napisala prvi roman, je potrebovala pet let, temu pa sta sledili še dve leti zavrnitev, preden je knjiga končno izšla. Kratico J. K. Rowling ji je predlagal založnik, ker se je bal, da dečki ne bodo hoteli brati fantazijskega romana ženske.
Pisateljica podpira veliko dobrodelnih akcij, ustanovila je tudi dobrodelno organizacijo Lumos, ki pomaga spremeniti življenje otrokom iz neprivilegiranih okolij.

## Delo
Najbolj znano delo J. K. Rowling je zbirka o Harryju Potterju, ki obsega osem knjig. Po svetu je bilo prodanih prek 450 milijonov izvodov, zbirka pa je prevedena v 74 jezikov. Po romanih je nastala tudi serija osmih filmskih uspešnic.
Pisateljica je za svoje delo prejela številne nagrade, med drugim je prva prejela dansko nagrado Hansa Christiana Andersena za književnost, ki jo od leta 2010 podeljujejo za otroška dela, ki najbolje oživljajo duha velikega pravljičarja.
Izbrana dela:
- Harry Potter in kamen modrosti (Harry Potter and the Philosopher's Stone, 1997),
- Harry Potter in dvorana skrivnosti (Harry Potter and the Chamber of Secrets, 1998),
- Harry Potter in jetnik iz Azkabana (Harry Potter and the Prisoner of Azkaban, 1999),
- Harry Potter in ognjeni kelih (Harry Potter and the Goblet of Fire, 2000),
- Quidditch skozi zgodovino (Quidditch Through the Ages, 2001),
- Magične živali (Fantastic Beasts and Where to Find Them, 2001),
- Harry Potter in Feniksov red (Harry Potter and the Order of Phoenix, 2003),
- Harry Potter in Princ mešane krvi (Harry Potter and the Half-Blood Prince, 2005),
- Harry Potter in svetinje smrti (Harry Potter and the Deathly Hallows, 2007),
- Povesti barda Birtcha (The Tales of Beedle the Bard, 2008),
- Nadomestne volitve (The Casual Vacancy, 2012),
- Harry Potter in otrok prekletstva (Harry Potter and the Cursed Child, 2016) – soavtorstvo z Johnom Tiffanyjem in Jackom Thornom.